# Kílian Jornet
Pour les articles homonymes, voir Jornet.
Kilian Jornet (de son nom complet en catalan : Kílian Jornet i Burgada), né le 27 octobre 1987 à Sabadell, est un sportif professionnel espagnol, spécialiste de ski-alpinisme, alpinisme, ultra-trail et course en montagne.
Jornet a été plusieurs fois médaillé aux championnats du monde de ski-alpinisme, notamment en course verticale. Il a été quatre fois champion du monde de skyrunning, vainqueur des ultra-trails les plus prestigieux tels que l'UTMB la première fois à vingt ans, la Western States 100 ou le Grand Raid. En alpinisme, il est l'auteur de plusieurs records d'ascension comme le mont Blanc (4 806 m), le mont McKinley (6 190 m) ou le Cervin (4 478 m).
Considéré comme l’un des plus grands coureurs à pied en montagne de tous les temps, il est parfois surnommé « l'extraterrestre du trail » ou « l'ultraterrestre » en raison de ses capacités physiques exceptionnelles, démontrant une polyvalence aussi bien sur les formats courts que longs. Il a aussi médiatisé une pratique de montagne brouillant les frontières entre les disciplines du ski, de l'alpinisme et de la course à pied,.

## Biographie

### Enfance et début en ski-alpinisme
Kilian Jornet naît le 27 octobre 1987 à Sabadell en Catalogne. Il est le fils d'Eduard Jornet et de Núria Burgada. Son père est guide de montagne et a été gardien du refuge de Cap del Rec dans la Cerdagne catalane. Sa mère est directrice d’une école primaire rurale et entraîneuse au Centre technique de ski de montagne de Catalogne, en catalan : Centre de Tecnificació d'Esquí de Muntanya de Catalunya soit en abrégé CTEMC. Kílian Jornet a une sœur, Naila, de deux ans sa cadette, qui fera également de la compétition de haut niveau en ski de montagne.
Jornet célèbre son premier anniversaire dans le refuge de son père à 1 986 mètres d’altitude, refuge où il vit une grande partie de son enfance, jusqu'à l'âge de douze ans. À l'âge de trois ans, il gravit son premier sommet de 3 000 mètres, le Tuc de Molières (ca), après sept heures de marche. À cinq ans, il grimpe l'Aneto, le point culminant des Pyrénées à 3 404 m, et à six ans, il atteint son premier 4 000, le Breithorn. À dix ans, il termine la traversée des Pyrénées en combinant le GR 10 et le GR 11. « L’hiver, pour aller à l’école, avec ma sœur, on faisait quinze kilomètres en ski de fond. »
À treize ans, il intègre le Centre de Tecnificació d'Esquí de Muntanya de Catalunya, où il commence à s'entraîner sérieusement pour le ski-alpinisme. En cadets, il monte sur ses premiers podiums. À dix-sept ans, il décide de ne pas entreprendre ses études universitaires à Barcelone (au niveau de la mer) et de rester en montagne, tout en profitant de l’existence à Font-Romeu de la faculté de STAPS de l’université de Perpignan. Il étudie à côté du Centre national d’entraînement en altitude, à plus de 1 800 mètres. Très motivé et en forme, alors qu'il est en catégorie juniors, il concourt parfois avec les séniors sur certaines courses, ce qui lui permet d'évoluer à côté de champions tels que le Catalan Agustí Roc Amador ou le Valaisan Florent Troillet (en).

### Des capacités hors normes
Sa grande capacité de récupération physique et sa grande polyvalence technique lui permettent de gagner en 2009 le classement général de la Coupe du monde de ski-alpinisme et de la Skyrunner World Series. La même année, il bat aussi des records en courses rapides comme la montée du Coll Blanc du Pas de la Case (en Andorre) en seize minutes et onze secondes ou les records de la traversée du GR 20 de Corse, l’Ultra-Trail du Mont-Blanc ou le Tahoe Rim Trail (aux États-Unis), traversée de 265 km en montagne qu’il réalise en 38 h 32 avec une seule heure de sommeil.
Selon le physiologiste Grégoire Millet, Jornet a le profil idéal de coureur d'ultra-trail : un petit gabarit (peu musculeux) et de petite taille (57 kg et 1,71 m), de grosses capacités cardiaques (34 pulsations par minute au repos) et pulmonaires et une bonne expérience des sports de neige (type ski de fond ou ski-alpinisme). Ses capacités cardio-vasculaires sont soulignées par sa VO2max variant entre 88 et 92 ml/min/kg et 5,2 l de capacité respiratoire.

### 2007-2012
Pendant 5 ans, Kilian règne quasiment sans partage sur les épreuves d'ultra-trail, remportant pratiquement toutes les courses auxquelles il participe.

### ProjetSummits of my Life
À partir de 2012 Kilian Jornet se lance dans le projet Summits of my Life (« Les sommets de ma vie »). Il décide de gravir un certain nombre d'importants sommets : en 2012 la traversée du mont Blanc et les arêtes du mont Blanc, en 2013 l'Elbrouz, le Cervin et le mont Blanc, en 2014 l'Aconcagua et le mont McKinley et en 2016 l'Everest. Le principe reste de n'utiliser que des chaussures de trail, ni crampons, ni piolet, ni oxygène.
Le 16 juin 2012, il tente la traversée du mont Blanc avec Stéphane Brosse. Celui-ci meurt dans cette traversée à la suite d'une rupture de corniche de neige à l'aiguille d'Argentière.
Le 18 septembre 2012, Kílian Jornet réalise en solitaire la traversée du mont Blanc depuis Courmayeur vers Chamonix, en passant par l'arête de l'Innomée. Il le réalise dans un temps record de 8 heures 42 minutes et 57 secondes dont 6 heures 17 minutes d'ascension,.
Une controverse, sur l'usage de l'hélicoptère, naît alors que, sur son site officiel, Kílian Jornet déclare : « Nous essayerons d'être le plus silencieux possible dans la montagne, afin que nos pas soient inaperçus, en essayant d'être le plus écologiques et économes possible. »
Le 11 juillet 2013, il bat le record de l'ascension à pied du mont Blanc, en réalisant l'aller-retour entre l'église de Chamonix et le sommet en 4 heures, 57 minutes et 34 secondes,. Le Français Mathéo Jacquemoud l'accompagne presque jusqu'au bout, tombant lors de la descente. Le précédent record était détenu par le coureur à pied suisse Pierre-André Gobet qui avait réalisé l'aller-retour en 5 heures, 10 minutes et 14 secondes le 21 juillet 1990.
Le 21 août 2013, il bat le record de l'ascension aller-retour du Cervin depuis Breuil-Cervinia, en 2 heures 52 minutes et 2 secondes. Le précédent record de Bruno Brunod, datant de 1995, était de 3 heures et 14 minutes.
En juin 2014, il établit un nouveau record de l'ascension du mont McKinley en 11 heures et 40 minutes.
Le 23 décembre 2014, il établit en 12 heures et 49 minutes l'ascension et redescente de l'Aconcagua (6 962 m), point culminant de la cordillère des Andes, depuis l'entrée du parc (Horcones, 2 900 m), soit environ 60 km et 4 000 m de dénivelé.
Le 20 mai 2017, il atteint le sommet de l'Everest en 26 heures, depuis le monastère de Rongbuk à 5 100 m, par la voie normale tibétaine, en « style alpin », sans bouteilles d'oxygène, sans cordes fixes et sans l'aide de sherpas. Au total, l'ascension et le retour au campement de base avancé (il n'a pas pu continuer jusqu'au point de départ comme prévu) est réalisé en un peu plus de 38 h. Depuis le camp de base avancé (6 500 m), il effectue une nouvelle ascension de l'Everest quelques jours plus tard, toujours sans bouteilles d'oxygène, sans cordes fixes et sans l'aide de sherpas, en 17 h.
Cet exploit a cependant été remis en cause dès 2017 par un alpiniste américain, Dan Howitt, arguant que la trace GPS de Jornet s'était arrêtée à 8 650 m, soit environ 200 m du sommet. En 2019, un journaliste du Guardian, Adharanand Finn, ravive cette polémique en consacrant un chapitre entier de son livre The Rise of the Ultra Runners à la théorie de Dan Howitt. Kilian Jornet répond à ces accusation dans une interview en disant « Je sais ce que j'ai fait et j'ai fourni toutes les preuves que j'avais, chaque personne est libre de penser ce qu'elle veut ». De plus, il est régulièrement controversé sur « son obsession de la vitesse et des records, et son inconscience ».

### ProjetAlpine Connections
En août 2024, il parcourt 1 162 km en 268 heures pour gravir les 82 sommets des Alpes de plus de 4 000 mètres d'altitude, utilisant escalade, trail, alpinisme et vélo. Il commence son projet « Alpine Connections » le 13 août 2024 en Suisse par le Piz Bernina, soit quatre jours après avoir gagné pour la dixième fois la Sierre-Zinal, et termine le 1er septembre, après avoir cumulé 75 000 m de dénivelé positif en dix-neuf jours,,.

### Vie privée
Depuis 2015, Kilian Jornet partage la vie de la championne du monde suédoise de skyrunning Emelie Forsberg. Ils vivent en Norvège entre Bergen et Trondheim. Ensemble, ils créent la Tromsø Skyrace en 2014. Le 19 octobre 2018, ils annoncent qu'ils seront bientôt parents. Le 24 mars 2019, Emelie Forsberg donne naissance à une petite fille, puis à une seconde en avril 2021 et à un troisième enfant en mars 2025.

## Engagement contre la pollution
Quelques années après Summits of my Life, Kilian Jornet se remet en cause, se citant comme « l'un des plus grands destructeurs de l'environnement ». Lors d'une interview peu après, il précise : « Ces dix dernières années, j'ai voyagé si frénétiquement en avion que mon mode de vie a été catastrophique pour l'environnement. » L'étude de son empreinte carbone sur divers points (alimentation, biens de consommation, logement, transports, services publics) montre effectivement des valeurs nettement en dessous de la moyenne d'un Français, sauf pour les déplacements avec plusieurs vols long-courriers. Après la naissance de sa fille, il prend  comme objectif de les réduire drastiquement en n'effectuant plus qu'un voyage par an. Pour ce qui est du réchauffement climatique, il affirme : « Quand on passe autant de temps en montagne que moi, c'est impossible de ne pas voir qu'il y a un problème. »
Kílian Jornet est personnellement engagé avec sa fondation pour la lutte contre la pollution, et la sensibilisation pour le ramassage des déchets. Il incite les joggeurs à ramasser les détritus trouvés sur leur parcours, et les motive en leur demandant de les prendre en photo. La mission principale de sa fondation est la préservation des montagnes et de l'environnement.
En plus de cela, Kílian Jornet a initié en 2023 le « No Trace Program », en collaboration avec Xavier Thevenard, visant à promouvoir une pratique du sport en extérieur respectueuse de l'environnement, comprenant des campagnes de sensibilisation et des actions de nettoyage dans les montagnes. Cette même année, il appelle à boycotter l'UTMB alors sponsorisé par la marque d'automobiles Dacia.

## Hommages et récompenses
Kílian Jornet est élu « aventurier de l'année 2014 » par le magazine américain National Geographic. Surnommé « l'ultraterrestre » et malgré certaines controverses dans le milieu de la montagne pour son approche uniquement tournée vers le chronomètre, il reste une « icône » dans ses disciplines et plus généralement pour tous les coureurs.

## Palmarès

### Championnats du monde de ski-alpinisme
| Épreuve / Édition                  | Sprint                           | Individuel | Vertical Race | Longue Distance                  | Par équipe | Relais | Combiné                          |
| Mondiaux 2008 Portes du Soleil     | Épreuve inexistante à cette date | 16e        | 4e            | Bronze                           | 4e         | Bronze | ?                                |
| Mondiaux 2010 Grandvalira          | Épreuve inexistante à cette date | Argent     | Or            | Épreuve inexistante à cette date | 8e         | 4e     | Bronze                           |
| Mondiaux 2011 Claut                | —                                | Or         | Or            | Épreuve inexistante à cette date | 8e         | 4e     | Or                               |
| Mondiaux 2013 Pelvoux              | —                                | Bronze     | Or            | Épreuve inexistante à cette date | 7e         | 4e     | Épreuve inexistante à cette date |
| Mondiaux 2015 Verbier              | —                                | Or         | Or            | Épreuve inexistante à cette date | 7e         | 4e     | ?                                |
| Mondiaux 2017 Alpago / Piancavallo | —                                | Argent     | Or            | Épreuve inexistante à cette date | 6e         | Bronze | ?                                |
| Mondiaux 2019 Villars-sur-Ollon    | —                                | —          | —             | —                                | —          | —      | —                                |

Légende :
- : 1re place, médaille d'or
- : 2e place, médaille d'argent
- : 3e place, médaille de bronze
- — : n'a pas participé à cette épreuve
- : pas d'épreuve

### Championnats du monde de skyrunning
| Épreuve / Édition                | Kilomètre vertical | SkyMarathon | Ultra SkyMarathon                |
| Championnats 2010 Italie         | —                  | Or          | Épreuve inexistante à cette date |
| Championnats 2014 Chamonix       | Or                 | Or          | —                                |
| Championnats 2016 La Vall de Boí | —                  | —           | —                                |
| Championnats 2018 Kinlochleven   | —                  | Or          | —                                |

Légende :
- : première place, médaille d'or
- : deuxième place, médaille d'argent
- : troisième place, médaille de bronze
- — : n'a pas participé à cette épreuve
- : pas d'épreuve

### Autres

#### 2004
- Champion du monde cadet de ski-alpinisme en Vertical Race.

#### 2005
- Champion du monde cadet de ski-alpinisme en Vertical Race.

#### 2006
- Champion du monde par équipe des SkyGames, Catalogne.
- 1er des championnats de France de ski alpinisme, Junior (FFME).

#### 2007
- Champion du monde des Skyrunner World Series organisés par l'Internationale Skyrunnig Federation.
- Le 23 septembre, vainqueur à Zegama du marathon Zegama-Aizkorri en 3 h 56 min 59 s.
- Le 16 septembre, vainqueur du Sentiero delle Grigne en 4 h 43 min 54 s.
- Le 2 septembre, vainqueur du marathon Ontake (en).
- Le 26 août, vainqueur du Mount Kinabalu Climbathon en Malaisie en 2 h 39 min 10 s.

#### 2008

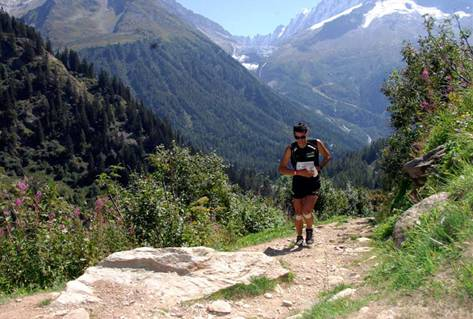
Kílian Jornet lors de l'Ultra-Trail du Mont-Blanc en 2008.

- Champion du monde des Skyrunner World Series.
- Champion du monde espoir de ski-alpinisme en vertical race et longue distance et 3e absolu en longue distance.
- Vainqueur de la Coupe du monde espoir de ski-alpinisme.
- Le 21 septembre, vainqueur du Sentiero delle Grigne en 4 h 44 min 40 s.
- Le 30 août, vainqueur de l'Ultra-Trail du Mont-Blanc, et record de la course avec un temps de 20 h 56 min 59 s[43].
- Le 27 juillet, vainqueur du Giir di Mont, en Italie, en 3 h 10 min 18 s.
- Le 20 juillet, vainqueur de la Dolomites SkyRace en 2 h 6 min 6 s.
- Le 8 juin, vainqueur de la SkyRace Valmalenco-Valposchiavo en 2 h 43 min 16 s.
- Le 25 mai, vainqueur à Zegama du marathon Zegama-Aizkorri en 3 h 59 min 33 s.
- Le 16 mars, vainqueur avec le Suisse Florent Troillet de la 23e édition de la Pierra Menta en 9 h 34 min 8 s. Sur cette course s'affrontent 160 équipes de deux skieurs sur 4 jours de courses et 10 000 m de dénivelé positif[44].

#### 2009
- Champion du monde des Skyrunner World Series.
- Vainqueur de la Coupe du monde individuel de ski-alpinisme.
- Champion d’Europe de ski-alpinisme en vertical race.
- Multiple vainqueur de Skyraces (Giir di Mont, Olla de Nuria, Andorra Sky Race, etc.).
- Record de la montée du Coll Blanc (Pas de la Casa, Andorre) en 16 min 11 s.
- Le 25 octobre, vainqueur du Mount Kinabalu Climbathon en Malaisie.
- Les 28 et 29 septembre, record du Tahoe Rim Trail (États-Unis) en 38 h 32 min, améliorant de 7 heures et 26 minutes le précédent record établit en 2005 par l'ultra-runner américain Tim Twietmeyer, en 45 h 58. Circuit de randonnée de 165 miles soit 265 km et 8 600 m de dénivelé positif faisant le tour du lac Tahoe, plus grand lac alpin d'Amérique du Nord, avec une altitude maximale de 3 151 m et minimale de 1 900 m[45].
- Le 29 août, vainqueur de l'Ultra-Trail du Mont-Blanc pour la deuxième fois d’affilée en 21 h 33 min 18.
- Le 9 août, vainqueur de Sierre-Zinal en 2 h 35 min 30 s.
- Le 2 août, vainqueur du Giir di Mont, en Italie, en 3 h 5 min 8 s.
- Le 19 juillet, vainqueur du Olla de Núria en 2 h 14 min 56 s.
- Le 28 juin, vainqueur de la SkyRace Andorra pour la troisième fois en 3 h 32 min.
- Les 15 et 16 juin, record du GR 20 qui traverse la Corse du nord au sud, sur 200 km, avec 14 500 m de dénivelé positif, sans dormir, en 32 h 54 min 2 s[46],[47].

#### 2010

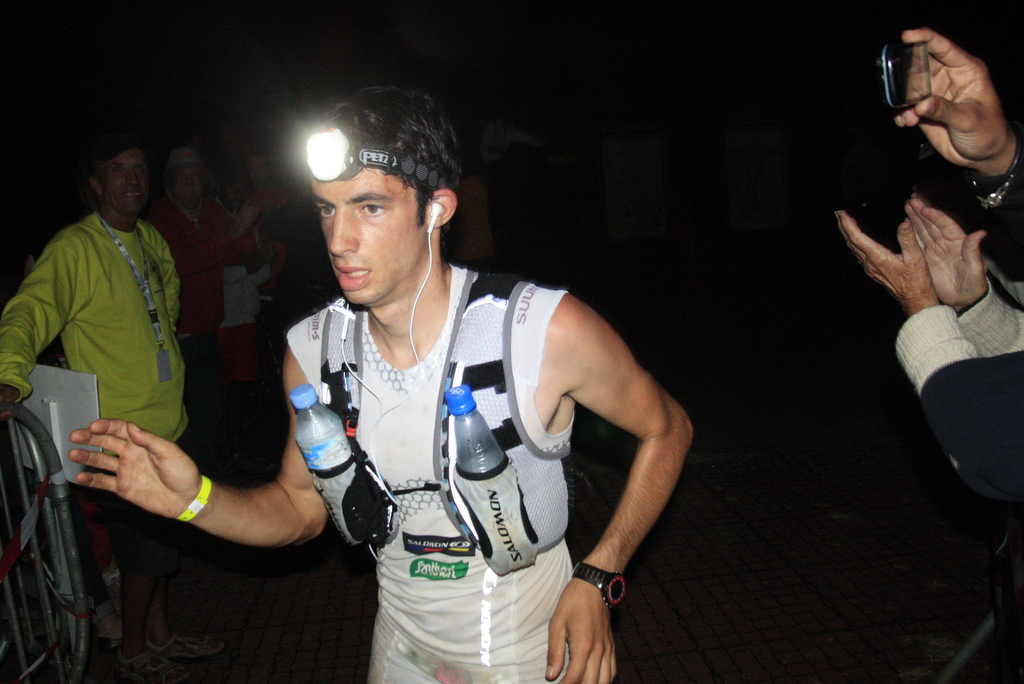
Kílian Jornet lors du Grand Raid 2010.

- Champion du monde de ski-alpinisme en Vertical Race.
- Le 13 novembre, vainqueur du K42 Adventure Marathon en 3 h 08 min 31 s.
- Le 22 octobre, vainqueur de la 18e édition du Grand Raid de La Réunion en 23 h 17 min 26 s, pour 163,3 km de course et un cumul de 9 643 m de dénivelé positif. Au passage, il s'adjuge deux nouveaux records : celui de l'ascension du col du Taïbit (2 142 m) en 51 min 41 s, pulvérisant le précédent record de 2009 établi par Julien Chorier en 59 min, ainsi que celui du « Mur de Dos d'âne » en 54 min[48].
- Le 28 septembre, record de montée et descente du Kilimandjaro en Tanzanie en 7 h 14 (précédent record de 8 h 27 par le Tanzanien Simon Mtuy).
- Le 29 août, vainqueur du Trophée Kima, en Italie, en 6 h 19 min 3 s et décroche le titre de champion du monde d'Ultra SkyMarathon[49].
- Le 8 août, vainqueur de Sierre-Zinal une deuxième fois consécutive en 2 h 37 min 27 s.
- Le 25 juillet, vainqueur du Giir di Mont, en Italie, en 3 h 1 min 14 s.
- Le 18 juillet, vainqueur du Olla de Núria en 2 h 17 min 57 s.
- Du 31 mai au 8 juin[50]. Traversée des Pyrénées en un peu plus de 8 jours, d'ouest en est, de l'océan Atlantique à la mer Méditerranée, trajet d'environ 850 km et de plus de 42 000 m de dénivelé positif réalisé en 113 heures de course au total[51]. Il a finalement parcouru plus que les 700 kilomètres et 35 000 m de dénivelé positif initialement prévus, en raison d'un enneigement particulièrement important le contraignant à des changements de parcours et à une étape supplémentaire[52].
- Le 16 mai, vainqueur à Zegama du marathon Zegama-Aizkorri pour la troisième fois en 3 h 56 min 30 s.
- Le 14 mars, vainqueur de la 25e édition de la Pierra Menta avec le Suisse Florent Troillet, en 10 h 2 min 21 s[53], leur deuxième victoire sur cette course, après celle de 2008.
- Le 1er mars, vainqueur de la 1re épreuve des championnats du monde de ski-alpinisme organisée en Andorre : il gagne la « Verticale Race » au sprint devant l’Italien Dennis Brunod à moins de 7 secondes[54].

#### 2011
- Champion du monde de ski-alpinisme en Vertical Race.
- Champion du monde de ski-alpinisme en Individuel.
- Le 27 décembre, vainqueur en ski-alpinisme de l'épreuve « La Pyramide - Mont Saxonnex » du Moutain Ski Tour en 27 min 5 s (nouveau record de l'épreuve)[55].
- Le 17 décembre, vainqueur du championnat d'Espagne de ski-alpinisme Vertical-Ski-Pallars en 19 min 23 s.
- Le 23 octobre, vainqueur du Mount Kinabalu Climbathon en Malaisie en 2 h 37 min 39 s.
- Le 18 septembre, vainqueur de la Table Mountain Challenge (Afrique du Sud), 37 km pour près de 1 700 m de dénivelé positif, en 3 h 41 min 47 s.
- Le 27 août, vainqueur de l'Ultra-Trail du Mont-Blanc pour la troisième fois en 20 h 36 min 43 s.
- Le 31 juillet, vainqueur du Giir di Mont, en Italie, pour la quatrième fois en 3 h 1 min 3 s (nouveau record de l'épreuve).
- Les 6 et 20 juillet, et 3 et 17 août, vainqueur des 4 manches des km verticaux de Manigod.
- Le 26 juin, Kílian Jornet est le premier européen à gagner la Western States Endurance Run en 15 h 34 min 24 s (3e meilleur temps de l'épreuve).
- Le 10 juin, record de montée et descente du mont Olympe en Grèce en 5 h 19.
- Le 29 mai, vainqueur à Zegama du marathon Zegama-Aizkorri pour la quatrième fois en 3 h 57 min 39 s.
- Le 14 mai, vainqueur de la TNF 100 en Australie en 9 h 19 min 6 s (nouveau record de l'épreuve).
- Le 20 mars, vainqueur de la 26e édition de la Pierra Menta avec le Français Didier Blanc.

#### 2012
- Champion du monde des Skyrunner World Series.
- Le 20 octobre, vainqueur du Grand Raid, en 26 h 33 min 10 s[56].
- Le 14 octobre, vainqueur du Mount Kinabalu Climbathon en Malaisie en 2 h 11 min 45 s.
- Le 28 septembre, vainqueur à l'Ultra Cavalls Del Vent en 8 h 42 min 22 s[57].
- Le 15 septembre, vainqueur au Red Bulls Elements avec l'équipe de Font-Romeu (relais de 4 disciplines différentes : aviron, trail, parapente, VTT) ; sur l'épreuve du trail, il parcourt les 11 km et 1 900 m de dénivelé de la montée de la Tournette en moins de 1 h 20[58] et relègue tous ses poursuivants à plus de 8 minutes[59].
- Le 26 août, vainqueur du Trophée Kima, 49 km, 3 800 m, en 6 h 27[60].
- Le 19 août, vainqueur sur le marathon de Pikes Peak en 3 h 40 min 26 s.
- Le 28 juillet, vainqueur de la Speedgoat 50K en 5 h 14 min 00 s (nouveau record de l'épreuve).
- Le 22 juillet, vainqueur de la Dolomites SkyRace en 2 h 1 min 52 s (nouveau record de l'épreuve).
- Le 11 juillet, vainqueur sur le kilomètre vertical du Manigod en 35 min 25 s.
- Le 1er juillet, vainqueur sur le marathon du Mont-Blanc en 3 h 38 min 24 s (nouveau record de l'épreuve)[61].
- Le 29 juin, vainqueur sur le kilomètre vertical du Mont-Blanc en 36 min 7 s (nouveau record de l'épreuve).
- Le 20 mai, vainqueur à Zegama du marathon Zegama-Aizkorri pour la cinquième fois en 3 h 56 min 1 s.
- Le 12 mai, 3e de la Transvulcania derrière Dakota Jones et Andy Symonds[62].
- Le 24 février, vainqueur à la Vertical Race de l'Etna en 28 min 7 s[63].
- Le 9 février, champion d'Europe de ski-alpinisme en Vertical Race en 38 min 44 s et vainqueur du classement général, à Pelvoux[64].
- Le 28 janvier, vainqueur au championnat de France de Vertical Race à Courchevel en 40 min 17 s[65].
- Le 21 janvier, vainqueur à la Vertical Race d’Arinsal en 35 min 17 s[66].
- Le 15 janvier, vainqueur au championnat d'Espagne de ski de montagne (Vall de Boi)[67].
- Le 13 janvier, vainqueur en ski-alpinisme de la Mountain Attack à Saalbach[68].

#### 2013
- Le 13 octobre, 1er de la Limone Extreme SkyRace sur une course rapide de 23,5 km et plus de 2 000 m de dénivelé[69], en 2 h 17 min 3 s[70],[71].
- Champion du monde des Skyrunner World Series.
- Champion du monde de ski-alpinisme en Vertical Race.
- Le 24 août, 1er du Matterhorn Ultraks 46K en 4 h 43 min 5 s.
- Le 21 août, il bat le record de l'aller-retour au Cervin (4 478 m) depuis l'église de Breuil-Cervinia (2 050 m) en 2 h 52 min 2 s.
- Le 11 août, 4e de Sierre-Zinal en 2 h 33 min 59 s[72].
- Le 27 juillet, 1er ex æquo avec Luis Alberto Hernando de la Trans d'Havet en 8 h 59 min 47 s.
- Le 21 juillet, vainqueur de la Dolomites SkyRace en 2 h 0 min 11 s.
- Le 19 juillet, vainqueur du Dolomites Vertical Kilometer en 32 min 43 s.
- Le 14 juillet, il remporte l'Ice Trail Tarentaise en 7 h 35 min 32 s[73].
- Le 11 juillet, il bat le record de l'aller-retour au mont Blanc depuis l'église de Chamonix en 4 h 57 min 34 s[74],[n 2], soit une vitesse moyenne de 5,7 km/h sur une distance « courte » de 28,4 km mais avec 3 800 m de dénivelé positif puis négatif[75].
- Le 6 juillet, 1er ex æquo avec Greg Vollet et Zait El Malik sur la Kilian's Classik Passion (45 km)[n 3] en 4 h 23 min 18 s.
- Le 30 juin, vainqueur du marathon du Mont-Blanc en 3 h 30 min 41 s (nouveau record de l'épreuve).
- Le 28 juin, 2e du km vertical du Mont-Blanc en 34 min 53 s[77].
- Le 1er juin, vainqueur sur le relais du trail du Gypaète avec son coéquipier Sebastien Talotti en 8 h 12 min 1 s.
- Le 26 mai, vainqueur à Zegama du marathon Zegama-Aizkorri pour la sixième fois en 3 h 54 min 38 s.
- Le 11 mai, vainqueur de la Transvulcania, en 6 h 54 min 9 s (nouveau record de l'épreuve).

#### 2014
- Le 11 octobre, il finit 2e derrière l'Érythréen Petro Mamu sur la Limone Extreme SkyRace et devient champion du monde dans les trois disciplines skyrace, ultra et vertical.
- Le 10 octobre, vainqueur du kilomètre vertical de Limone sul Garda en 37 min 27 s et décroche le titre de champion du monde de vertical race de l’année.
- Le 27 septembre, vainqueur des KM de Chando (Suisse) en 1 h 11 min 16 s et établit par la même occasion le nouveau record de cette épreuve.
- Le 13 septembre, vainqueur de The Rut 50K en 5 h 9 min 33 s au Montana aux États-Unis et gagne par la même occasion la Skyrunner World Series Ultra 2014[78].
- Le 12 septembre, vainqueur de Rut vertical K aux États-Unis en 46 min 12 s 79.
- Le 31 août, vainqueur du Trophée Kima, où il bat le record en 6 h 12 min 20 s.
- Le 10 août, vainqueur de Sierre-Zinal en 2 h 31 min 54 s[79].
- Le 27 juillet, vainqueur du Giir di Mont en un temps record de 3 h 12 min 36 s.
- Le 20 juillet, vainqueur de la Dolomites SkyRace en 2 h 3 min 50 s.
- Le 12 juillet, vainqueur de l'épreuve de la Hardrock 100 aux États-Unis, 100 miles (160 km) en un temps record de 22 h 41, soit 42 minutes de mieux que l'ancien record de l'épreuve.
- Le 29 juin, vainqueur pour la troisième fois consécutive le marathon du Mont-Blanc en 3 h 23 min 29 s.
- Le 27 juin, vainqueur du kilomètre vertical de Chamonix en battant le record en 34 min 18 s.
- Le 12 juin : record au plus haut sommet d’Amérique du Nord à skis, le mont McKinley (6 190 m). Le nouveau chrono est de 11 h 48 min.
- Le 25 mai, vainqueur pour la septième fois du marathon de Zegama-Aizkorri en 3 h 48 min 38 s (nouveau record de l’épreuve).
- Le 18 mai, vainqueur de la montée du Semnoz une course de 16,5 km pour 1 100 mètres de dénivelé positif en 1 h 5 min (nouveau record de l’épreuve).
- Le 11 mai, il finit 2e de la Transvulcania derrière Luis Alberto Hernando en 7 h 1 min 34 s.
- Le 9 mai, il finit 3e du Transvulcania Km Vertical derrière les frères Dematteis.

#### 2015
- Le 19 septembre, vainqueur de l'Ultra Pirineu en 12 h 3 min 27 s.
- Le 5 septembre, vainqueur de la verticale du Grand Serre en 30 min 25 s.
- Le 9 août, vainqueur de Sierre-Zinal en 2 h 33 min 13 s.
- Le 12 juillet, vainqueur du trail Hardrock 100.
- Le 14 juin, vainqueur du kilomètre vertical du Môle en battant le record en 32 min 50 s.

#### 2016
- Le 17 juillet, vainqueur pour la troisième fois du trail Hardrock 100.
- Le 22 mai, vainqueur de Zegama-Aizkorri[80].
- Le 13 mars, vainqueur avec Mathéo Jacquemoud de la Pierra Menta en 10 h 05 min 23 s[81].
- Le 2 janvier, vainqueur de la Barlouka's Race Coupe Swiss Cup CAS Vertical Race 2016 sur la piste de l'Ours en 24 min 9 s.

#### 2017

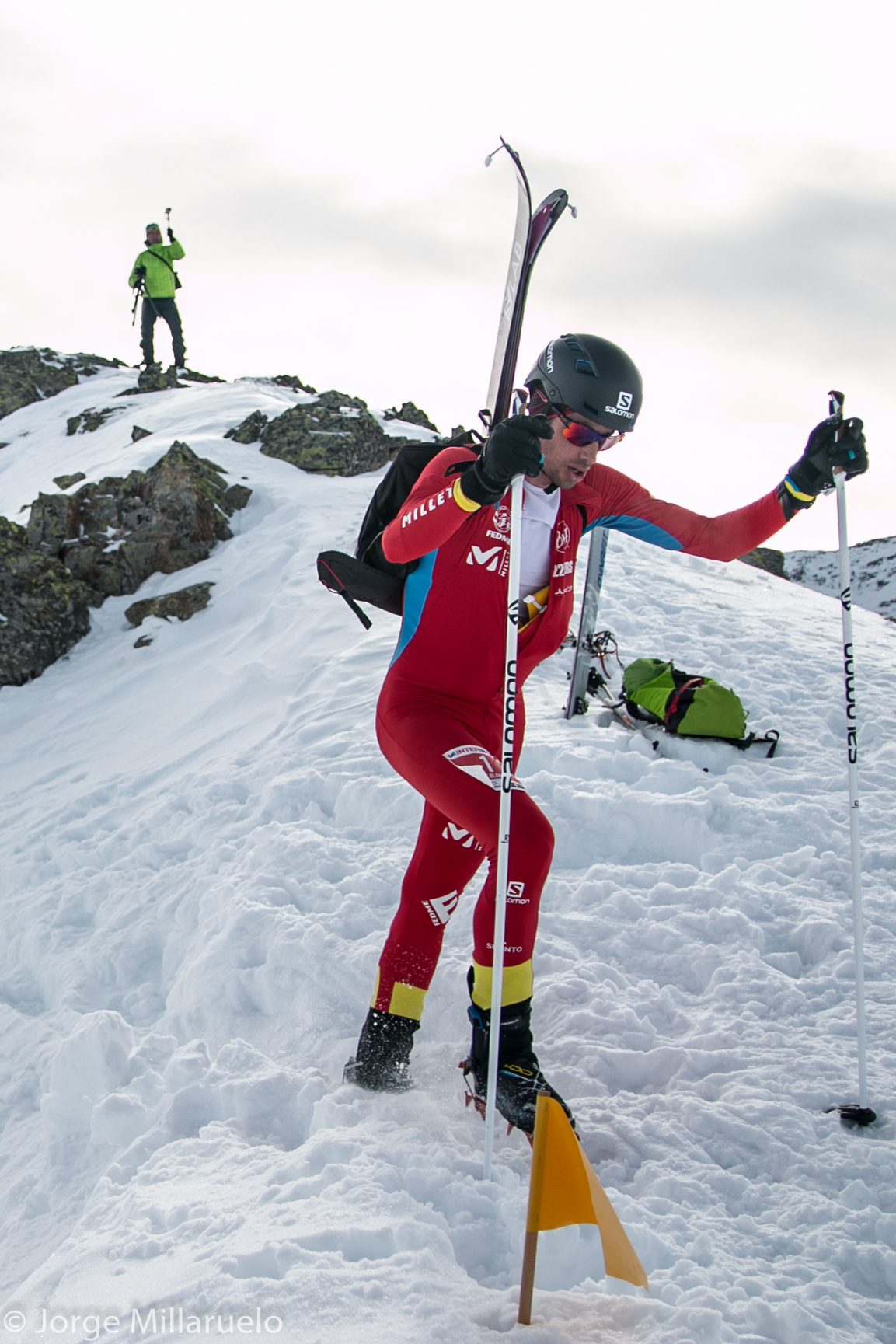
Kílian Jornet lors de la Coupe du monde de ski-alpinisme en 2017 au pic de Font Blanca.

- Le 11 mars, second avec Alexis Sevennec de la Pierra Menta[82].
- En mai, deux ascensions — controversées sur la base de ses propres déclarations[83] — de l'Everest la même semaine par la face nord tibétaine sans oxygène ni corde fixes (en 26 heures puis en 17 heures)[84].
- Le 25 juin, vainqueur sur le marathon du Mont-Blanc en 3 h 45 min 45 s[85].
- Le 15 juillet, vainqueur pour la quatrième fois du trail Hardrock 100.
- Le 13 août, vainqueur de Sierre-Zinal en 2 h 33, 5e victoire.
- Le 2 septembre, deuxième de l'Ultra-Trail du Mont-Blanc.
- Le 23 septembre, vainqueur du Marató Pirineu en 3 h 44 min 28 s.

#### 2018
- Le 17 mars, abandon sur blessure sur la dernière étape de la Pierra Menta alors qu'il était en tête de la course avec son équipier Jakob Herrmann[86], il s'agit d'une fracture du péroné.
- Le 1er juillet, vainqueur du 42 km du Mont-Blanc pour son retour à la compétition, 5e victoire[87].
- Le 29 juillet, vainqueur de la SkyRace Comapedrosa[88].
- Le 12 août, vainqueur de Sierre-Zinal pour la 6e fois[89].
- Le 26 août, vainqueur du Trophée Kima[90].
- Le 1er, septembre, abandon sur l'Ultra-Trail du Mont-Blanc en raison d'une allergie à la suite d'une piqure d'abeille[91].
- le 15 septembre, vainqueur de la course SkyMarathon des championnats du monde de skyrunning 2018 sur la Ring Of Steall Skyrace[92].
- le 16 septembre, vainqueur de la Glen Coe Skyline[93].

#### 2019
- Le 2 juin, il remporte pour la 9e fois la Zegama-Aizkorri en 3 h 53[94].
- 6 jours plus tard, le 8 juin, en Norvège, il remporte le Dalsnibba Walk21, un semi-marathon sur route mais avec un fort dénivelé (1 500 mètres de D+) et bat au passage le record de l’épreuve, détenu depuis 16 ans par Hans Martin Gjedrem[95].
- Le 11 août, il remporte pour la 7e fois Sierre-Zinal en 2 h 25 min 35 s, battant le record de Jonathan Wyatt de près de 4 minutes[96].
- Le 25 août, il remporte pour la deuxième fois le marathon de Pikes Peak en 3 h 27 min 39 s[97].
- Le 25 octobre, il s'impose sur l'Annapurna Trail Marathon en 4 h 46 min 5 s et remporte ainsi la Golden Trail World Series 2019[98].

#### 2020

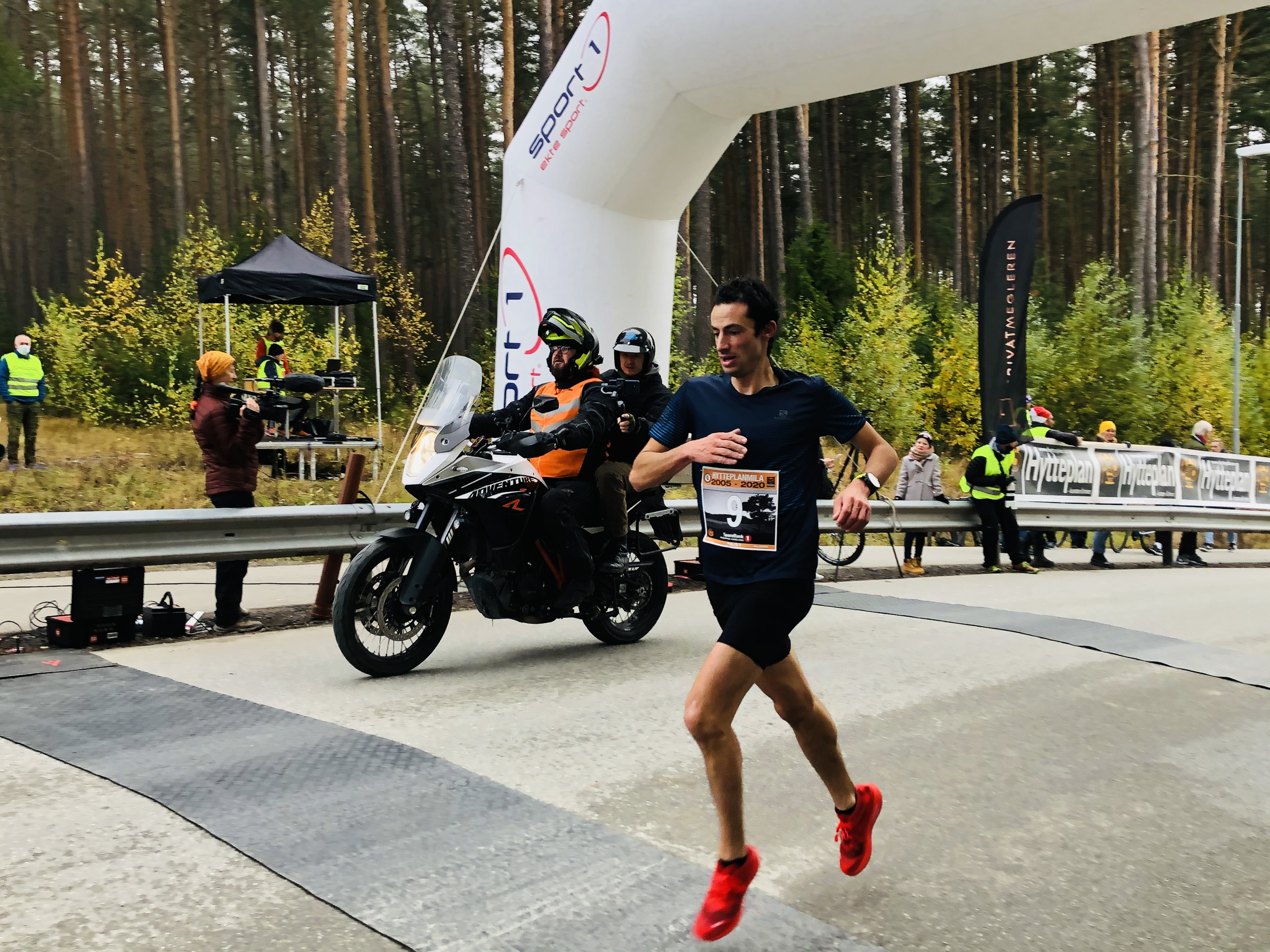
Kílian Jornet à Hytteplanmila 2020.

- Le 18 septembre, il remporte l'édition 2020 de Sierre-Zinal courue sur un mois, sa huitième victoire sur l'épreuve[99].
- Le 17 octobre, il court en 29 min 59 s un 10 km sur route à Hytteplanmila et passe ainsi sous la barrière des 30 minutes sur cette distance[100].
- Le 27 novembre, il abandonne lors de sa tentative pour battre le record du monde du 24 heures sur piste à Måndalen (en) (Norvège), toujours détenu par le Grec Yiannis Kouros avec 303,506 km le 4 octobre 1997 à Adélaïde (Australie) ; Jornet a ressenti une douleur a la jambe droite l'obligeant à renoncer de continuer après 134,8 km et plus de 10 heures d'efforts[101].

#### 2021
- Le 7 aout, il remporte l'édition 2021 de Sierre-Zinal, sa neuvième victoire sur l'épreuve[102].
- Le 2 octobre, il remporte pour la troisième fois l'Ultra Pirineu en 10 h 24 min 44 s.
- En novembre, il court un kilomètre vertical sur le Store Venjetinden en 28 min 48 s 04. Plus rapide de cinq secondes que le record du monde détenu par l'Italien Philip Götsch, son temps n'est toutefois pas homologué[103].

#### 2022
- Le 29 mai, il remporte pour la 10e fois la Zegama-Aizkorri en 3 h 36, battant le record de l'épreuve[104].
- Le 16 juillet, il remporte pour la 5e fois la Hardrock 100 en 21 h 36, battant le record de l'épreuve[105].
- Le 13 août, il termine à la 4e place de la course Sierre-Zinal.
- Le 27 août, il remporte pour la 4e fois l'Ultra-Trail du Mont-Blanc en 19 h 49, battant le record de l'épreuve et égalant François D'Haene en nombre de victoires sur la course[106].

#### 2023
- 48e à l'Eiger Ultra Trail.
- Du 2 au 8 octobre, il enchaîne les 177 sommets des Pyrénées de plus de 3 000 mètres en 8 jours avec des liaisons uniquement à vélo et en course à pied, pour 485 km et 43 000 m de dénivelé positif.

#### 2024
- Le 26 mai, il remporte pour la 11e fois la Zegama-Aizkorri[107].
- Le 10 août, il remporte pour la 10e fois la course Sierre-Zinal[27].
- Du 13 août au 1er septembre, il enchaîne les 82 sommets des Alpes de plus de 4 000 mètres d'altitude en 19 jours avec des liaisons uniquement à vélo et en course à pied.

#### 2025
- Le 21 mars, 2e au 123 km UTCC (Ultra Trail Chianti Castles) by UTMB.
- Le 29 juin, 3e à la Western States 100.
- Le 29 juillet, 1er sur la Peak Performance Vertical K (fjallmaraton) en 39:13 (nouveau record)

## Ouvrages
- Kílian Jornet, Courir ou mourir : journal d'un sky-runner, Lyon, Outdoor, 2011  (ISBN 978-2-9537256-1-2)
- Fabienne Durand, Kílian Jornet, Physiologie des sports d'endurance en montagne, Bruxelles, De Boeck, 2012  (ISBN 978-2-8041-7157-5)
- Kílian Jornet, La Frontière invisible, Lyon, Outdoor, 2014  (ISBN 978-2-9537256-6-7)
- Kílian Jornet, Summits of my life, Arthaud, 24 octobre 2018, 208 p.  (ISBN 978-2-08-142581-1)
- Steve House, Scott Johnston, Kílian Jornet, Up! Manuel d'entraînement pour le trail et le ski-alpinisme, Chamonix, Éditions Paulsen, 2020  (ISBN 978-2-35221-3222)
- Kílian Jornet, Au-delà des sommets, Arthaud, 4 novembre 2020, 336 p. (ISBN 978-2-08-148637-9)